# Jacksonian Democracy

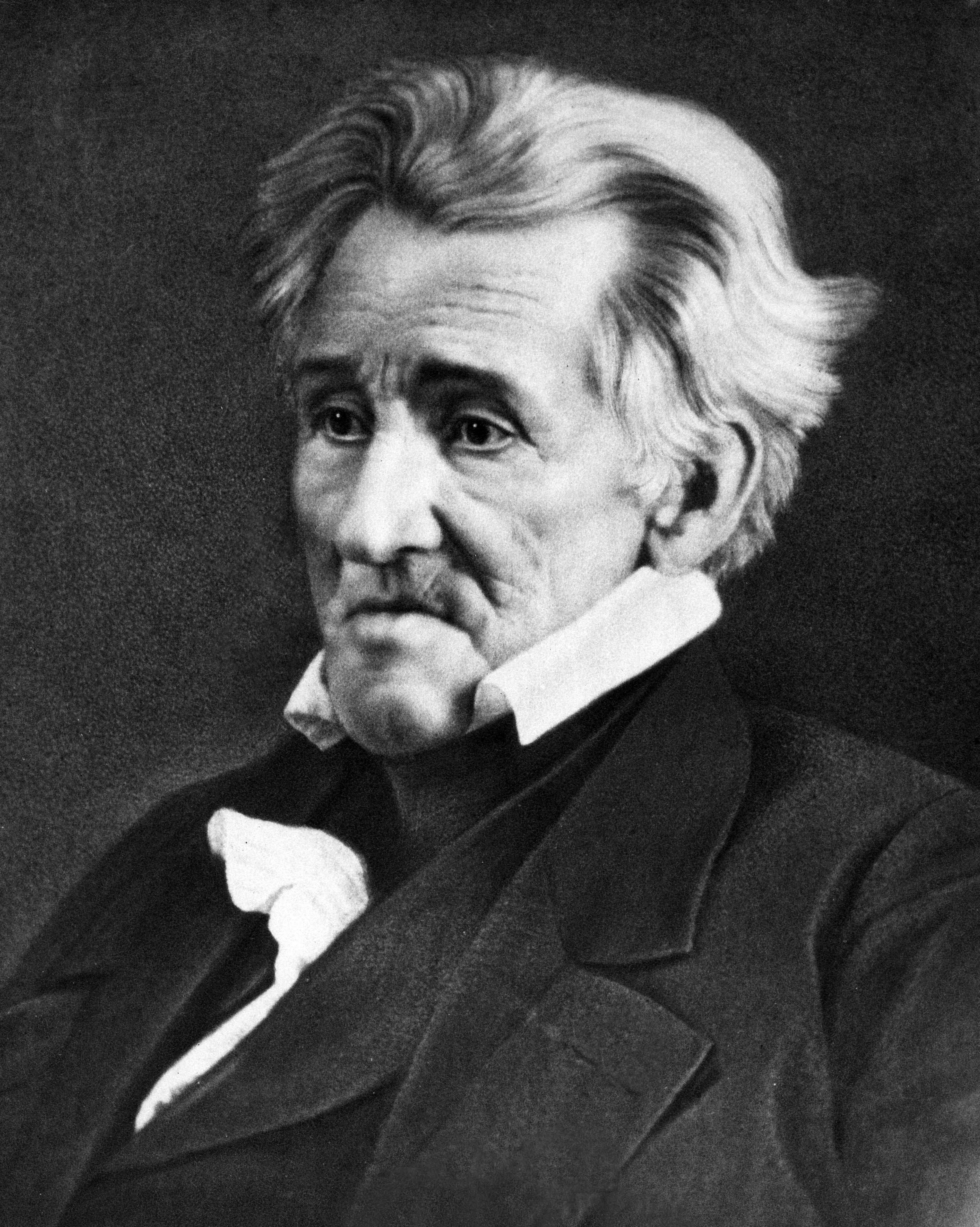
Andrew Jackson

Die Jacksonian Democracy ist eine Serie von Wahlrechts- und Wirtschaftsreformen, die mit dem Amtsantritt von Andrew Jackson im Jahr 1829 ihren Anfang nahmen und von großer Bedeutung für die politische Geschichte der Vereinigten Staaten sind.
Die Jacksonian Democracy erweiterte das Wahlrecht – von ausschließlich Grund besitzenden Männern – auf alle weißen Männer über 21 und beschränkte den Einfluss der Bundesregierung auf die Wirtschaft, während Bundesbehörden umstrukturiert wurden. Ein weiteres Ziel war die Stärkung der Rechte der Bundesstaaten im Vergleich zu Washington, D.C. und die territoriale Expansion der Vereinigten Staaten. Ein Motiv für die Reformen war die während der zunehmenden sozialen Schichtung in den 1820er und 1830er Jahren vorherrschende egalitäre Grundstimmung in den Vereinigten Staaten, die auf eine Abschaffung von Privilegien für die Angehörigen der Bundesregierung abzielte. Erste Bestrebungen in diese Richtung waren bereits unter der Präsidentschaft von Thomas Jefferson aufgetreten. Die wirtschaftspolitischen Inhalte der Jacksonian Democracy dienten ihren Anhängern dazu, raschen ökonomischen Wandel abzulehnen, der ihrer Meinung nach ihr tägliches Leben negativ beeinflusste. Vor diesem Hintergrund misstrauten sie der Macht von Banken und einer zunehmenden Verstrickung in eine Marktwirtschaft sowie einer Bundesregierung, die beide genannten Entwicklungen begünstigte. Dies korrespondiert mit der Feindschaft, die Jackson gegenüber der Second Bank of the United States hegte. Der Historiker Sean Wilentz nennt drei miteinander verwobene Leitlinien als Kennzeichen der Jacksonian Democracy: einen robusten, an der amerikanischen Verfassung orientierten Nationalismus, der durch Zurückhaltung bei der Ausgabenpolitik der Bundesregierung gezügelt wird, ein tief sitzendes Misstrauen gegenüber der Macht konzentrierten Kapitals und die absolute Priorisierung des demokratischen Volkswillens.
Die Indianerpolitik der Jacksonian Democracy gründete in ihrer Priorisierung der Rechte der einzelnen Bundesstaaten und steht als Beispiel für die schädlichen Auswirkungen dieses politischen Programms. Zu dieser Zeit hatte sich das Bild der Öffentlichkeit von den Indianern im Vergleich zur Amtszeit von Thomas Jefferson geändert; sie wurden nun nicht mehr als „edle Wilde“ gesehen, sondern als Barbaren, die einer Urbarmachung des Landes im Wege standen. Die Südstaaten drängten daher auf eine Vertreibung dieser Völker in Gebiete westlich des Mississippi. Als ihnen die Bemühungen des Bundes um Verträge mit den Indianern sowie der Indian Removal Act von 1830 nicht weit genug gingen, nahmen sie die Sache in die eigene Hand. Mit Druck und List brachten sie die Völker um ihr Land. Als 1832 der Oberste Gerichtshof der Vereinigten Staaten unter John Marshall signalisierte, dass sich Georgia widerrechtlich Land der Cherokee angeeignet hatte, tat Jackson nichts, um diesem Bundesstaat Einhalt zu gebieten. Andererseits räumte er als Präsident der Union höchsten Stellenwert ein, wie sich in der Nullifikationskrise der Jahre 1832/1833 zeigte, als er in einer Erklärung verdeutlichte, dass er notfalls mit Gewalt das Bundesrecht in South Carolina gegen die Nullifikationsdoktrin durchzusetzen bereit war.